# Chilicola herbsti
Chilicola herbsti är en biart som först beskrevs av Heinrich Friese 1906.  Chilicola herbsti ingår i släktet Chilicola och familjen korttungebin. Inga underarter finns listade i Catalogue of Life.